# إس - 200 (دفاع جوي)
إس -200(S-200) ( الروسية С-200 Ангара / Вега / Дубна) (لقب تعريف الناتو: سام-5) هي منظومة دفاع جوي صاروخية بعيدة المدى سوفيتية، مهمتها الحماية من جميع الهجمات الجوية، دخلت الخدمة في الاتحاد السوفيتي 1966 خلال الحرب الباردة، تستخدم المنظومة صواريخ موجهة يبلغ مداها في النسخة الأولى 150كم ويبلغ مدى النسخة المحدثة منه 300كم.

## مكونات المنظومة
تتكون البطارية الواحدة للنظام من 6 قواذف للصواريخ، و رادار للتحكم بصواريخ، ويمكن للنظام الارتباط بمحطة رادار بعيد المدى.

## مواصفات
- طول الصاروخ: 10متر.[4][5]
- قطر الصاروخ: 100سم.[4][5]
- الوزن عند إطلاق الصاروخ: 10000كلغ.[4][5]
- عرض فتحات أجنحة الذيل: 156سم.[4][5]
- الرأس الحرب: شديد الانفجار.[4][5]
- التوجيه (المرحلة الأولى): لاسلكي.[4][5]
- التوجيه (المرحلة الثانية) : راداري إيجابي.[4][5]
- السرعة: 3 ماخ.[4]
- أقل مدى: 80 كم.[5]
- أقصى مدى: 300 كم.[4][5]
- أقصى ارتفاع: 29 كم.[4][5]
- منصة الإطلاق: ثابتة.[4]

## المستخدمون

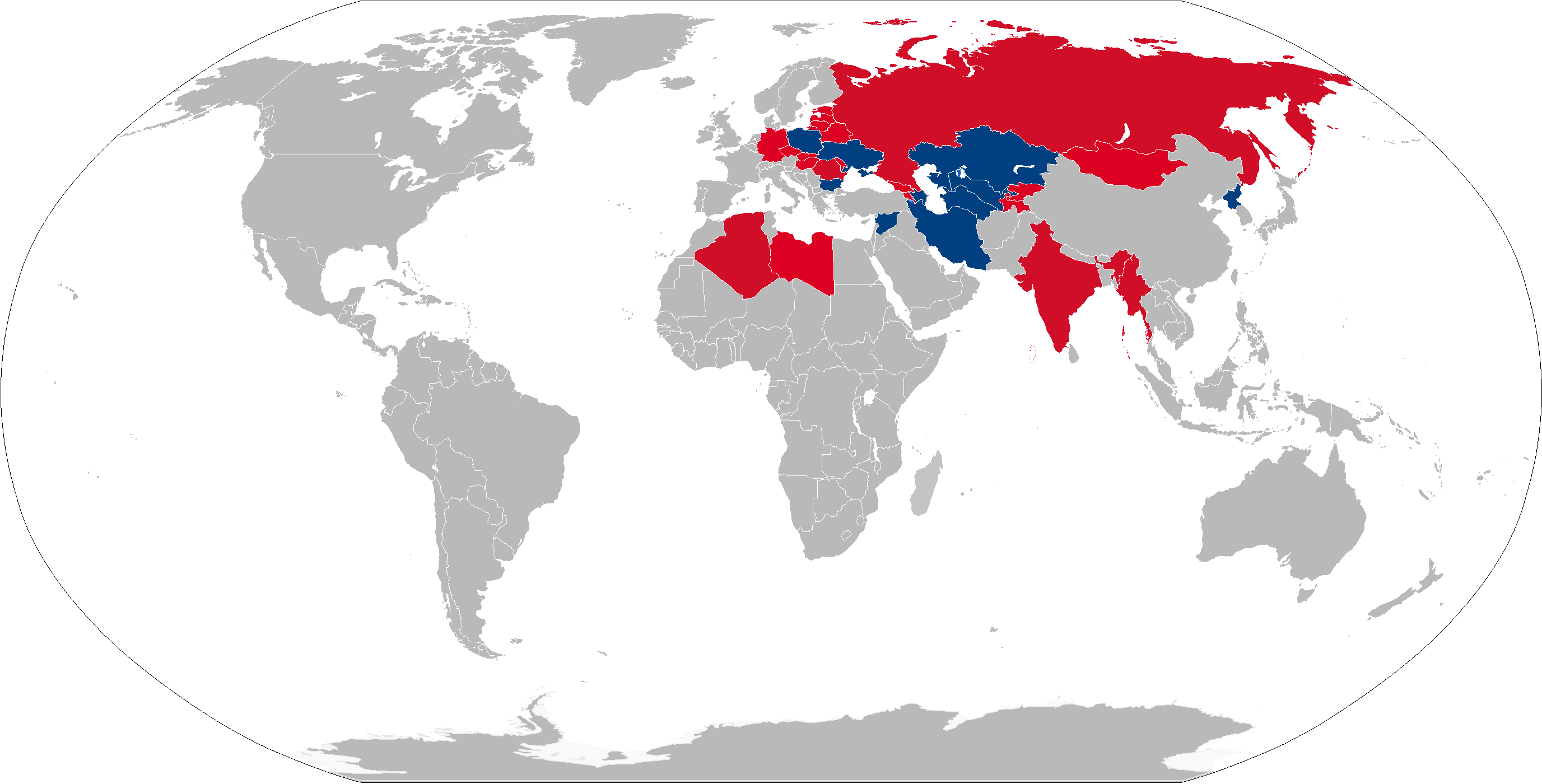
مشغل حالي: ازرق، مشغل سابق: احمر

| الرقم | الدولة                                  | تفاصيل                                                                                 | مصدر          |
| ----- | --------------------------------------- | -------------------------------------------------------------------------------------- | ------------- |
| 1     | الاتحاد السوفيتي                        | تفكك الاتحاد السوفيتي في 1991                                                          | [ 7 ]         |
| 2     | سوريا                                   | نشر نظام إس 200 في سوريا بين 1982 و1985، تستخدمه سوريا في التصدي للطائرات الإسرائيلية. | [ 5 ] [ 8 ]   |
| 3     | بلغاريا                                 |                                                                                        | [ 9 ]         |
| 4     | إيران                                   | تمتلك إيران نظام إس-200 منذ 1991، أعلنت إيران في 2013 تطوير المنظومة                   | [ 5 ] [ 10 ]  |
| 5     | الهند                                   | تمتلك الهند نظام إس-200 منذ 1989                                                       | [ 5 ]         |
| 6     | بولندا                                  | تمتلك بولندا نظام إس-200 منذ 1986                                                      | [ 5 ]         |
| 7     | أوكرانيا                                |                                                                                        | [ 5 ]         |
| 8     | ليبيا                                   | امتلكت ليبيا نظام إس-200 بين 1985 و 1986                                               | [ 5 ] [ 11 ]  |
| 9     | أذربيجان                                |                                                                                        | [ 5 ]         |
| 10    | كوريا الشمالية                          |                                                                                        | [ 12 ]        |
| 11    | روسيا                                   |                                                                                        | [ 12 ]        |
| 12    | كازاخستان                               |                                                                                        | [ 12 ]        |
| 13    | تركمانستان                              |                                                                                        | [ 12 ]        |
| 14    | أذربيجان                                |                                                                                        | [ 12 ]        |
| 15    | الجزائر                                 |                                                                                        | [ 13 ] [ 14 ] |
| 16    | الجمهورية العربية الصحراوية الديمقراطية |                                                                                        | [ 14 ]        |
| 17    | المجر                                   |                                                                                        | [ 15 ]        |
| 18    | جورجيا                                  |                                                                                        | [ 16 ]        |
| 19    | ألمانيا                                 |                                                                                        | [ 17 ]        |
| 20    | جمهورية التشيك                          |                                                                                        | [ 18 ]        |
| 21    | بيلاروس                                 |                                                                                        | [ 19 ]        |
| 22    | أوزبكستان                               |                                                                                        | [ 7 ]         |
| 23    | ميانمار                                 |                                                                                        | [ 5 ]         |

## انظر ايضاً
- أس - 300
- اس - 400
- اس - 500